# 지석영

지석영 동상

지석영(한국 한자: 池錫永, 본명: 지서경 지석용, 본명 한자: 池瑞耕 池錫龍, 1855년 5월 15일~1935년 2월 1일)은 민본주의 군주제 조선 시대 구한말기의 문신이자 대한제국 시대의 한의사 겸 국어·한글학자 및 교육인이다. 본은 충주(忠州)로, 한성부 종로관훈방 생이다.
자(字)는 공윤(公胤), 아호(雅號)는 송촌(松村), 본관은 충주(忠州)로, 한성부 종로관훈방의 중인 집안에서 태어났다. 그는 후일 종두법 공헌 등의 공적으로써 면천 조처되었다.
일찍이 한학에 학구적이던 그는, 1876년(고종 13) 오랜 학행(學行)을 치하하는 취지의 음서로 천거되고, 1883년(고종 20년) 식년 문과에 을과로 급제하여, 사헌부 장령(掌令), 형조 참의(刑曹參議) 등을 역임하였다. 1880년부터 종두법 보급을 위해 큰 공헌을 하였다.
1855년 한성부 종로관훈방(지금의 대한민국 서울특별시 종로구 관훈동)에서 출생하였다. 아버지 지익룡은 근교에 한약과 침으로 이름난 유의였다. 어려서부터 의학에 대해 관심을 가졌었고, 특히 일찍부터 청나라(중국)에서 들여온 서양 의학서의 번역본을 많이 읽었고, 영국의 의사 에드워드 제너의 우두법(우두 접종법)에 관심을 가지게 되었다.
1876년 음서 천거 및 수신사 자격으로 일본을 다녀온 역시 명의로 칭송이 자자하던 스승 박영선(朴永善)에게서 《종두귀감》을 얻어 보고 나서 감명을 받았고, 1879년 10월 부산에서 일본인이 운영하던 제생의원에서 일본인 의사에게서 두 달 간 우두법을 배웠다. 그해 겨울 충청도 중원 충주군 덕산면에서 최초로 40여 명에게 우두를 시술하였다. 특히 한성부(서울)에는 종두장(종두의료소)을 설치하였다.
1880년 2차 수신사 김홍집을 따라 일본에 건너가 우두종계소(牛痘種繼所)에서 두묘의 제조법을 배우고 두묘 50병을 얻어서 돌아와 종두법을 보급하기에 힘썼다. 이러한 사회 공헌 등으로 중인 출신임에도 면천되어, 1883년(고종 20년) 식년 문과에 을과로 급제하여 성균관 전적, 사헌부 장령(掌令) 등을 역임하였고, 1887년 공가(貢價)와 화폐 문제에 대하여 상소하였다.
1885년 《우두신설》을 저술하였다.
1890년대 후반에는 독립협회에서 활동하기도 하였고, 1894년에는 김홍집에 의해 토포사(討捕使)로 동학군 토벌에 참여하였다.
1894년 형조 참의(刑曹參議)에 제수되었고, 1895년 동래부 관찰사(東萊府觀察使)가 되었다.
1896년 우두법의 보급에 공헌하였으며, 1899년 경성 의학교가 세워진 이후로 교장으로 재직하다가 1907년 통감부에서 의학교를 폐지하고 1908년 대한의원의육부(大韓醫院醫育部)로 개편할 때 학감이 되었으나, 경술국치늑약 후(1910년)에 사직하였다.
이후에는 (한방)소아과를 특히 주요 진료를 하였고, 1915년에는 전국조선의생대회(全國朝鮮醫生大會. 현 한의사협회의 전신)가 열리고 회장을 맡는다. 일제는 보안법 1조로 조선 의생회의 해산을 명하고 관계자인 지석영 선생을 필두로 김성기, 최동섭, 경도학, 장기학, 윤용배, 조병근, 박인서 등 의생들을 종로경찰서로 초취하여 금후 다시는 이와 같은 회를 설립하지 않겠다는 서약서를 제출하게 한다. 그리고 1916년 조선의생회는 일제의 압박에 의해 해체되고 만다.
지석영은 나라의 정책에도 관심을 기울여 1905년에는 〈신정국문〉 6개조를 고종에게 상소하여 공포하게 하였다. 또한 그는 여러 외래 도서를 한국어로 번역하는 과정에서 한글의 우수성과 중요성을 자각하여 한국어의 발전과 보급에도 노력하였다. 지석영은 학부 안에 국문 연구소를 설치하게 하였으며, 1908년에는 국문 연구소 위원이 되었다. 또한 1909년에는 한자를 국어로 풀이한 《자전석요》를 간행하여 한자 해석의 새로운 방법을 개발하기도 하였다.

## 평가
조선의 종두법 시행의 선구자로, 종두에 대한 알기 쉬운 서적을 저술하여 의학 발전에 기여하였고, 천연두가 유행할 때마다 우두 종법을 실시하여 병에 걸린 이들을 구제하였다. 또한, 한글 보급에 힘쓴 공로를 인정받아 팔괘장과 태극장을 받았다.

## 기타
지석영의 부친 지익룡(池翼龍)은 양반이라 개업은 하지 않았지만 한의학에 정통했고, 지석영의 장남 지성주는 1919년 경성의전(내과 전공)을 나온 이후 개업했는데 1927년 및 1928년 동아일보에 독자를 위한 의학 관련 기사를 실을 정도로 장안의 명의로 소문났다. 내과 전문의 지성주 원장 그의 장남 지홍창(池弘昌)은 서울의대 의학박사 출신으로 군의관(육군 소령 예편)을 거쳐, 고려대학교 의과대학 객원교수 등을 지내다가 그만두고, 박정희 전직 대통령 주치의를 지낸 바 있다. 하지만 빠르게 주치의 직을 내려놓게 되었다.

## 지석영 신화설
신동원은 일제강점기에 일제가 그들의 식민지 통치를 정당화하기 위하여 지석영을 내세우고 조선 정부의 우두 보급에 대한 노력을 폄하하였다고 지적하면서 이를 ‘지석영 신화’라 지칭하였다.
조선 총독부에서 지석영이 부산의 제생의원(濟生醫院) 원장 마쓰마에(松前讓)와 군의(軍醫) 도즈카(戶塚積齊)로부터 종두법을 배운 지 50주년이 되는 해에 즈음하여 행사를 벌였고, 1928년 11월에는 총독부 기관지인 《매일신보》에 지석영에 대한 기사가 연일 실렸으며, 그 내용이 조선의 종두에 대한 논문에 인용되었다는 것이다.
신동원은 1934년 조선총독부 과학장관이었던 시게무라(重村義一)의 발언에서 드러난 당시의 지석영에 대한 인식에 대하여 반론하였다. 조선인들이 종두를 이해하지 못하던 중 지석영이 일본으로부터 우두법을 들여온 것으로 선전되었으나 지석영 이전에도 정약용의 《여유당전서》〈마과회통〉의 부록 〈신증종두기법상실〉과 같은 우두에 대한 서적이 조선에 존재하였고, 종두법의 하나인 인두법은 이미 조선 헌종 때에 널리 시행되고 있었으며, 조선 정부 또한 국가적 사업으로서 우두의 보급을 추진하였고, 갑오개혁 이후의 성과는 일본에서도 긍정적으로 평가했다는 것이다.
민간의 저항을 조선 민중의 무지에 의한 것으로 선전되었으나, 당시에는 우두의 효과에 대한 불신감, 고가의 접종비 등에 의한 반감이 존재했고, 개화된 지식이 무속적 세계관을 대체하지 못하였다고 지적하였다.
지석영이 갑신정변의 배후로 모함을 받는 등 자주 유배를 간 것을 조선 정부가 무능하여 ‘훌륭한 인사’를 박해하였다고 주장하였으나, 이는 횡포를 일삼는 종두 의사에게 내려진 포박령을 지석영에게 내려진 포박령으로 왜곡한 것이며, 결정적으로 지석영을 의학교에서 쫓아낸 이들은 바로 일본이었다고 지적하였다.

## 저서
- 《牛痘新說(우두신설)》, 1885.
- 《兒學編(아학편)》, 1908. (정약용의 아학편에 중국어, 일본어, 영어 어휘를 덧댄 것)
- 《字典釋要(자전석요)》, 1909.
- 《惜字如意寶錄(석자여의보록)》, 1912.

## 가족 관계
- 아버지: 지익룡(池翼龍)
  - 형: 지운영

## 참고 자료
- 허정, 〈지석영〉, 《월간과학》, 1993.9.
- 신동원 (2004년 10월 25일). 《호열자, 조선을 습격하다》 제1 제1쇄판. 서울: 역사비평사. 89-7698-516-7-03900.